# Dendrhyla sinensis
Espèce
"Dendrhyla" sinensis est une espèce d'amphibiens de la famille des Hylidae de Chine dont la position taxonomique est incertaine (incertae sedis).

## Étymologie
Son nom d'espèce, composé de sin et du suffixe latin -ensis, « qui vit dans, qui habite », lui a été donné en référence au lieu de sa découverte, la Chine.

## Publication originale
- David, 1873 "1872" : Quelques renseignements sur lhistoire naturelle de la Chine septentionale et occidentale. Journal of the North-China Branch of the Royal Asiatic Society, New Series, vol. 7, p. 205-234.